# Gred Ibscher
Margareta „Gred“ Ibscher (* 3. September 1906 in Kirchheim in Schwaben; † 5. Januar 1996 in Hamburg) war eine deutsche Altphilologin und Philosophiehistorikerin.
Gred Ibscher war Tochter des Fuggerischen Domänendirektors Carl Ibscher und seiner Frau Maria Salesia Roth in Mindelheim. Sie wuchs mit ihren fünf Schwestern in Mindelheim auf. Sie besuchte zunächst die Volksschule, danach das humanistische Reformgymnasium in München. Nachdem sie 1926 das Abitur abgelegt hatte, begann sie mit dem Studium der Klassischen Philologie, Geschichte, und Archäologie an den Universitäten Berlin, Leipzig und München. Zu ihren akademischen Lehrern gehörten Eduard Spranger, Nicolai Hartmann, Ulrich von Wilamowitz-Moellendorff, Werner Jaeger und Wolfgang Schadewaldt. 1931/32 legte sie in München ihr Staatsexamen ab und wurde dort 1934 bei Johannes Stroux mit der Dissertation Der Begriff des Sittlichen in der Pflichtenlehre des Panaitios. Ein Beitrag zur Erkenntnis der mittleren Stoa promoviert. Die 1932 begonnene Karriere als Lehrerin wurde schon 1934 wieder unterbrochen, weil sich Ibscher weigerte einem der NS-Berufsverbände beizutreten. Daraufhin ging sie zu Studienzwecken zunächst nach Rom, dann nach Madrid. Als der Spanische Bürgerkrieg ausbrach, kehrte sie zurück nach München. Dort war sie 1937/38 wissenschaftliche Mitarbeiterin bei der Redaktion des Thesaurus Linguae Latinae.
Im Herbst 1939 verließ Ibscher Deutschland und emigrierte nach Costa Rica. Dort arbeitete sie bis 1947, zunächst als Lehrerin, danach seit 1944 nach einer Zusatzausbildung auch als Krankenschwester und Hebamme. Einer Einladung nach Harvard von Werner Jaeger als Research Assistant konnte sie nicht folgen und ging 1948 nach Peru. In Lima übersetzte sie Martin Heideggers Buch Kant und das Problem der Metaphysik ins Spanische und übernahm Lehraufträge für Griechisch, Latein sowie antike Philosophie. An der Universidad Nacional Mayor de San Marcos in Lima wurde sie 1953 mit einer ethischen Dissertation für Philosophie promoviert. Für zwei Jahre kehrte Ibscher 1955 bis 1957 nach Deutschland zurück und wurde Südamerikareferentin in Stuttgart. 1964 wurde sie Ordentliche Professorin für Geschichte der Griechischen Literatur an der Universidad Nacional Mayor de San Marcos. Während dieser Zeit veröffentlichte sie mehrere kleinere Arbeiten zum antiken Drama und zu Johann Wolfgang Goethe. 1973 wurde Ibscher emeritiert. 
Nach der Emeritierung begann ihre produktivste Lebensphase. Zehn Jahre lang widmete sie sich der Ethik in den Werken Demokrits und brachte eine zweibändige Studie in spanischer Sprache zu Demokrits Ethik und Erziehung heraus. Es war die erste Würdigung Demokrits als Ethiker und nicht länger nur als Atomist. Ibscher identifizierte sich mit dessen Ethik. In seiner Euthymia sah sie im Zentrum nicht nur den Respekt des Menschen vor sich selbst, sondern auch vor dem Kosmos. Sie erkannte hier die erste Pflichtethik in der Geschichte der Philosophie. Wie auch die Demokrit-Studie in russischer Sprache von Salomon Luria wartet Ibschers Studie auf die Übersetzung in eine der großen Wissenschaftssprachen und wird deshalb nicht angemessen rezipiert. 1985 kehrte sie nach Deutschland zurück und arbeitete trotz einer langwierigen Erkrankung an einer zweisprachigen Ausgabe von Demokrits ethischen Fragmenten, die erst nach ihrem Tod erscheinen konnten.
Ibscher hat sich über ihre wissenschaftlichen Studien hinaus große Verdienste um die gegenseitige Vermittlung von deutscher und südamerikanischer Kultur erworben. Dafür wurde sie in Deutschland wie in Peru mehrfach ausgezeichnet. 1984 wurde ihr das Bundesverdienstkreuz I. Klasse verliehen.

## Schriften
- mit Carlos Daniel Valcárcel: El actual edificio de la Universidad Nacional Mayor de San Marcos, Universidad Nacional Mayor de San Marcos – Publicaciones del cuarto centenario, Lima 1951
- „La Electra“ de Sófocles y La „Medea“ de Eurípides, Universidad Nacional Mayor de San Marcos – Departamento de Literatura, Lima 1966
- mit Inés Pozzi-Escot: Siete reflexiones en torno a la filología, Universidad Nacional Mayor de San Marcos – Centro de Investigación Linguística Aplicada, Lima 1973
- Demócrito y sus sentencias sobre ética y educación. Una introducción al pensamiento del atomista de Abdera, Universidad Nacional Mayor de San Marcos – Dirección Universitaria de Biblioteca y Publicaciones, Lima 1983/1984
- Demokrit: Fragmente zur Ethik. Griechisch/Deutsch, Reclam, Stuttgart 1996, ISBN 3-15-009435-6 (Reclams Universal-Bibliothek, Band 9435)